# Белокрылый погоныш
Белокрылый погоныш (лат. Coturnicops exquisitus) — вид птиц из семейства пастушковых.

## Описание
Длина тела птицы 12 — 13 см, масса 24,5 г. Верхняя сторона тела черноватая с коричневыми пестринами и поперечными белыми пестринами. Брюшко птицы беловатое. Пятно, находящиеся на сгибе крыла и «зеркальце» белые.
От других видов рода отличается мелкими размерами и белыми пятнами на крыльях.

## Распространение
Во время гнездования птицы встречались в Забайкалье близ посёлка Дарасуна, расположенного в бассейне нижнего течения реки Нерчи, в районе озера Ханка. Весной, когда птицы мигрируют, они встречались на полуострове Де-Фриза в Южном Приморье, а также на острове Большой Пелис в заливе Петра Великого; осенью — в Забайкалье, в двухстах километрах севернее посёлка Дарасуна, в долине реки Каренги (притока Витима), в низовьях реки Барабашевки в Хасанском районе Приморского края, на острове Большой Пелис в заливе Петра Великого.
В Хинганском заповеднике на реке Борзя (Антоновское лесничество) впервые отвечен в 1994 году В. В. Рябицевым. После этого регистрировался регулярно, и локальная плотность этого вида достигает 3-5 особей на км². Летом 2016 года обширное поселение белокрылых погонышей обнаружено немецкими орнитологами в Муравьевском природном парке.
Гнездится на территории Китая, на юге провинции Хэйлунцзян. На пролёте отмечен на Японских островах и Корейском полуострове. Населяет болота и озера с густой надводной растительностью.
Общая площадь территории распространения (кроме районов зимовок) составляет 152 000 км².
Подвидов не образует. Общая численность оценивается в 2 500—9 999 половозрелых особей.

## Размножение
Известно лишь три находки гнёзд. Одна была сделана Н. М. Пржевальским на озере Ханка в 1868 или 1869 году, другая — Бенедиктом Дыбовским. Им в 1867 году была найдена кладка с 3 яйцами в Дарасуне (Забайкалье). Третья кладка также с 3 яйцами, найденная под Албазином (?? на этикетке "Albacun") в июле 1906, хранится в Британском музее.
Яйца похожи на яйца коростеля, но меньше по размерам. Основной фон розовато-охристый, скорлупа с сильным блеском, по ней разбросаны красновато-бурые и сиренево-серые точки и пятна. Размеры 28,0—28,3 × 20,0—20,4 мм.

## Охрана
Занесён в Красный список МСОП-96, Красную книгу России, Приложения двусторонних соглашений, заключённых Россией с Японией и Республикой Кореей об охране мигрирующих птиц.